# Vrchná hora
Vrchná hora este o arie protejată (arie specială de conservare — SAC, sit de importanță comunitară — SCI) din Slovacia întinsă pe o suprafață de 6,46 ha, integral pe uscat.

## Localizare
Centrul sitului Vrchná hora este situat la coordonatele 48°15′43″N 17°02′50″E / 48.261813°N 17.047166°E.

## Înființare
Situl Vrchná hora a fost declarat sit de importanță comunitară în septembrie 2015 pentru a proteja 1 specie de plante și 4 specii de animale. Situl a fost protejat și ca arie specială de conservare în octombrie 2017.

## Biodiversitate
Situată în ecoregiunea alpină, aria protejată conține 4 habitate naturale: Tufărișuri subcontinentale peripanonice, Pajiști stepice subpanonice, Pajiști uscate seminaturale și facies de acoperire cu tufișuri pe substraturi calcaroase (Festuco-Brometalia) (* situri importante pentru orhidee), Pajiști uscate seminaturale și facies de acoperire cu tufișuri pe substraturi calcaroase (Festuco-Brometalia) (* situri importante pentru orhidee).
La baza desemnării sitului se află mai multe specii protejate:
- plante (1): Himantoglossum adriaticum
- nevertebrate (3): fluturele de noapte (Eriogaster catax), Euplagia quadripunctaria, rădașcă (Lucanus cervus)
- reptile (1): gușterul (Lacerta viridis)

Pe lângă speciile protejate, pe teritoriul sitului au mai fost identificate 1 specie de plante.